# 齊琦名
齊琦名（？—?），字越石，號群玉，直隶安庆府桐城縣人。明朝政治人物。

## 生平
万历二十五年（1597年）丁酉科應天府鄉試舉人，四十一年（1613年）癸丑科進士。初授大理寺評事，以平恕稱。四十六年典試蜀闈，甄録皆名士。四十七年升左寺副，本年轉户部员外郎，管御馬监草场，清屯粮銀二萬余两，鎸有《清屯紀略》。天啓元年（1621年）出守紹興府，清白自矢。所校之士，一時簡拔無遺，次第咸領鄉薦。三年降调，五年考察免。所著有《慕草諸篇》。

## 家族
曾祖齊瑩，贈兵科給事中。祖父齊之鸞。父齊近。
长子齊登輔，明經，仕至南安郡佐，以治行聞。次子齊登台，亦以孝行旌表。